# A.F.C. St Austell
A.F.C. St Austell là một câu lạc bộ bóng đá Anh nằm ở St Austell, Cornwall, thi đấu ở giải South West Peninsula League Premier Division.

## Lịch sử
Câu lạc bộ là thành viên sáng lập của South Western League năm 1951, và thi đấu ở giải đó cho đến năm 2007 khi gia nhập giải đấu mới South West Peninsula League Division One West. Trong hơn 50 năm, họ chỉ giành vô địch 1 lần duy nhất ở mùa giải 1968–69, và 4 lần á quân giữa các năm 1963 và 1973.
Họ thi đấu ở các giải đấu FA một cách liên tiếp không liên tục qua nhiều thập kỉ. Thành tích tốt nhất ở FA Cup là ở 1947–48 khi họ vào đến vòng loại thứ 3, trong khi thành công nhất ở FA Vase nằm ở mùa giải 2014–15, khi câu lạc bộ vào đến bán kết, thua 2–1 sau 2 lượt trận trước Glossop North End.
Năm 2012, sân vận động được lắp thêm dàn đèn, giúp câu lạc bộ có thể thi đấu trở lại ở FA Cup và FA Vase.

## Lịch sử mùa giải
| Mùa giải | Hạng đấu                                     | Vị thứ | Ghi chúc                    |
| -------- | -------------------------------------------- | ------ | --------------------------- |
| 2000–01  | South Western League                         | 16     |                             |
| 2001–02  | South Western League                         | 19     |                             |
| 2002–03  | South Western League                         | 18     |                             |
| 2003–04  | South Western League                         | 6      |                             |
| 2004–05  | South Western League                         | 9      |                             |
| 2005–06  | South Western League                         | 17     |                             |
| 2006–07  | South Western League                         | 18     |                             |
| 2007–08  | South West Peninsula League West Division    | 16     |                             |
| 2008–09  | South West Peninsula League West Division    | 3      |                             |
| 2009–10  | South West Peninsula League West Division    | 2      | Thăng hạng Premier Division |
| 2010–11  | South West Peninsula League Premier Division | 10     |                             |
| 2011–12  | South West Peninsula League Premier Division | 8      |                             |
| 2012–13  | South West Peninsula League Premier Division | 4      |                             |
| 2013–14  | South West Peninsula League Premier Division | 9      |                             |

## Sân vận động
A.F.C. St Austell thi đấu trên sân nhà Poltair Park, Trevarthian Road, St Austell, Cornwall, PL25 4LR.

## Danh hiệu

### Danh hiệu giải đấu
- South West Peninsula League Division One West[2]
  - Á quân (1): 2009-10
- South Western League
  - Vô địch (1): 1968–69
  - Á quân (4): 1963–64, 1965–66, 1971–72, 1972–73

### Danh hiệu Cup
- Cornwall Senior Cup†[2]
  - Vô địch (9): 3 năm liên tiếp trước Thế chiến thứ I, 2 lần giữa các năm 1928 và 1939, 1949, 2009, 2014, 2015
  - Á quân (6): 1921, 4 lần giữa các năm 1928 và 1939, 2011
- Cornwall Charity Cup†
  - Vô địch (3): 1908, 1914, 1932

† Chi tiết bị giới hạn, có thể có thêm nhiều danh hiệu khác.